# 域名注册局
域名注册局（英語：domain name registry；也称域名注册数据库等）是顶级域名下注册的域名的数据库。注册数据库操作者（registry operator，也称注册操作者），即网络信息中心（Network Information Center）是互联网域名系统（DNS）的一部分。它保存了域名的数据，并生成区域文件，以转换域名到IP地址。每个NIC都是一个组织，它管理顶级域名下的域名注册，负责控制域名分配政策，在技术上运作顶级域名。因此它和域名注册商（domain name registrar）有明显的不同。
管理域名的最高级别的是互联网号码分配局（Internet Assigned Numbers Authority），它管理根域名服务器的数据，从而管理DNS树。IANA也管理像.int、.arpa和一些争议性域名如root-servers.net等。
IANA委托了所有的域名给域名注册局管理，比如VeriSign。
國家及地區頂級域（Country code top-level domains）被IANA委托给国家性的域名注册局来管理，比如德国的DENIC、英国的Nominet、中国大陆的CNNIC、台灣的TWNIC等。